# Zaprionus burlai
Zaprionus burlai är en tvåvingeart som beskrevs av Yassin 2008. Zaprionus burlai ingår i släktet Zaprionus och familjen daggflugor.
Artens utbredningsområde är Tanzania. Inga underarter finns listade i Catalogue of Life.